# Indywidualne Mistrzostwa Polski w Zapasach 1956

## Mistrzostwa Polski w Zapasach1956

### Mężczyźni
- styl wolny

9. Mistrzostwa Polski – x – x 1956, Warszawa
- styl klasyczny

26. Mistrzostwa Polski – x – x 1956, Poznań

## Medaliści

### Mężczyźni

#### Styl wolny
| Kategoria:  | Złoto:                               | Srebro:                           | Brąz: |
| 52 kg       | Lesław Kropp Boruta Zgierz           |                                   |       |
| 57 kg       | Tadeusz Trojanowski AZS-AWF Warszawa |                                   |       |
| 62 kg       | Józef Wojtasik AZS-AWF Warszawa      | Jan Żurawski Gwardia Warszawa     |       |
| 67 kg       | Jan Kuczyński Spójnia Gdańsk         |                                   |       |
| 73 kg       | Mirosław Żywczyk AZS-AWF Warszawa    |                                   |       |
| 79 kg       | Bolesław Sidorowicz Skra Warszawa    |                                   |       |
| 87 kg       | Marian Rawski Gwardia Warszawa       |                                   |       |
| ponad 87 kg | Lucjan Sosnowski Legia Warszawa      | Sylwester Chojnacki Boruta Zgierz |       |

#### Styl klasyczny
| Kategoria:  | Złoto:                               | Srebro:                              | Brąz:                                   |
| 52 kg       | Władysław Kaczmarek Warta Poznań     | Kazimierz Makarewicz AZS Poznań      | Kazimierz Michalik Bieżanowianka Kraków |
| 57 kg       | Zdzisław Schneider Unia Swarzędz     | Tadeusz Trojanowski AZS-AWF Warszawa | Zygmunt Łydziński Gwiazda Bydgoszcz     |
| 62 kg       | Edward Drąg Włókniarz Boguszów       | Henryk Kazor Legia Warszawa          | Edward Betański Czarni Nakło            |
| 67 kg       | Ernest Gondzik Siła Mysłowice        | Edward Żuławnik Legia Warszawa       | Henryk Konieczny Poznań                 |
| 73 kg       | Mieczysław Łesyszak Gwardia Warszawa | Jan Kuczyński Spójnia Gdańsk         | Ludwik Mokras Lotnik Wrocław            |
| 79 kg       | Eugeniusz Skowronek Legia Warszawa   | Jan Majewicz Legia Warszawa          | Bronisław Tajlun Budowlani Łódź         |
| 87 kg       | Marian Rawski Gwardia Warszawa       | Edward Mocny Lech Poznań             | Zygmunt Dmowski AZS-AWF Warszawa        |
| ponad 87 kg | Wincenty Mąka Warta Poznań           | Sylwester Chojnacki Boruta Zgierz    | Jan Zamojski Bieżanowianka Kraków       |